# Sinhrono plavanje
Umetnostno oz. sinhrono plavanje je vodni - plavalni šport z vnesenimi plesnimi in gimnastičnimi elementi (predvsem baleta in ritmične gimnastike). Izvaja se v vodi in ob glasbeni spremljavi. Značilna je usklajenost oz. skladnost gibov, zato ga v slovenščini poimenujemo tudi skladnostno plavanje. Ker se razvojno šport izrazito povezuje z umetnostjo (filmsko in glasbeno), je sodobno uradno ime umetnostno plavanje.
Je olimpijska športna panoga in eden kompleksnejših športov, saj poleg izjemne aerobne vzdržljivosti (dihati pod vodo ni mogoče), moči in gibljivosti, zahteva od športnika še visoko razvit kinestetični občutek za vodo, nadzorovano koordinacijo telesa v tridimenzionalni razsežnosti in hkratno usklajevanje gibov z glasbo, z ritmom, s prvinami in s soplavalci, vključena sta estetska zavest in umetniško uprizarjanje, ki se kažeta v eleganci in lahkotnosti gibanja pri manevriranju z vodo. Ščipalka za nos je značilen pripomoček in tudi zaščitni znak tega športa, preprečuje vdor vode v dihala.
Sinhro plavalne tehnike so estetsko prilagojene siceršnje plavalne tehnike, npr. prsno, kravl, hrbtno, delfin, dodano je bočno in se izvajajo v več različicah, v različnih smereh gibanja. Bistvena je spretnost zavesljajev z rokami (npr. ravni, kanu, torpedo, oporni), ki omogočajo gibanje, prehode med položaji oz. ohranjanje telesa v predvidenih položajih. Osnovni položaji telesa, npr. hrbtno, vertikala, ščuka, flamingo, so sestavni deli prvin, npr. baletne noge, barakude, podmornice, čaplje. Sestava vključuje poleg prvin tudi različne plavalne razvrstitve in plavajoče vzorce, dvige, skoke in kompozicijo na suhem. Vse skupaj je kombinacija koreografije za solo, par ali skupino nastopajočih. Nastopi so lahko v ženski, moški ali mešani zasedbi. 
Program tekmovanj predvideva tekmovanje iz prvin, tehnične sestave, proste sestave, proste kombinacije in poudarjene sestave. Ocenjuje se popolnost izvedbe s točkami od 0 do 10. Točke se pomnožijo s koeficientom zahtevnosti posamezne prvine, pri sestavah pa se te v deležih posameznih ocenjevalnih kategorij, tj. izvedba, usklajenost, koreografija, glasbena interpretacija, vtis predstave in zahtevnost, seštejejo v končno oceno. 
Skladnostno oz. umetnostno plavanje v Sloveniji Arhivirano 2015-12-22 na Wayback Machine. organizira tekmovanja in revije na nacionalni ravni, slovenske umetnostne plavalke se udeležujejo odprtih prvenstev, pokalov, srečanj in revij na evropski/mednarodni ravni. Dogodki od svetovnih pa vse do regijskih se prilagajajo FINA pravilniku za skladnostno plavanje Arhivirano 2015-12-03 na Wayback Machine. in lahko vključujejo posebne kategorije (npr. uporabo rekvizitov) in/ali prilagoditve tekmovalnih ali ocenjevalnih kategorij, časa, števila nastopajočih, tudi točkovanja.
SYNCHRO je mednarodno uveljavljena okrajšava za sinhrono oz. skladnostno plavanje (tj. synchronized swimming v angleščini in natation synchronisée v francoščini). Od uradne zamenjave imena pri svetovni plavalni zvezi FINA, leta 2017, je v uveljavi ime umetnostno plavanje (tj. artistic swimming v angleščini) s kratico ARTSWIM. 
Narodna pripadnost športa se označi s predpono države, npr. slo-synchro, sloartswim. 
Razpoznavna barva športa je vijolična v različnih odtenkih.